# Charles Hudson (homme politique)
Pour les articles homonymes, voir Hudson.
Charles Hudson (14 novembre 1795 - 4 mai 1881) est un écrivain, historien et homme politique américain. Hudson siège dans les deux chambres de la Cour générale du Massachusetts, au Conseil du gouverneur du Massachusetts et en tant que représentant des États-Unis pour le Massachusetts.

## Jeunesse et études
Hudson naît à Marlborough le 14 novembre 1795. Il est le fils de Stephen Hudson et Louisa Williams. Hudson fréquente les écoles publiques, puis une académie, enseigne, participe à la guerre de 1812 et étudie la théologie. Il est ordonné ministre universaliste (en) en 1819 et s'installe à Westminster, où il a exercé les fonctions de pasteur pendant 20 ans.

## Carrière politique
Hudson est élu membre de la Chambre des représentants du Massachusetts, où il représente la ville de Westminster de 1828 à 1833. De 1833 à 1839, Hudson représente le comté de Worcester au Sénat de l'État. En 1839, il devient membre du Conseil exécutif, où il siège jusqu'en 1841. Il est membre du Conseil de l'éducation de l'État du Massachusetts. Hudson est élu en tant que Whig au vingt-septième Congrès pour combler la vacance causée par la démission de Levi Lincoln, Jr. Il est réélu aux vingt-huitième, vingt-neuvième et trentième Congrès et siège du 3 mai 1841 au 3 mars 1849.
En 1848, Hudson est candidat malheureux à la réélection au trente et unième Congrès et s'installe à Lexington. Hudson est conseiller municipal de Lexington de 1868 à 1875 et écrit une histoire complète de la ville, publiée pour la première fois en 1868. Il préside la célébration du centenaire de la bataille de Lexington en 1875 et prononce un discours.
Il est élu membre de l'American Antiquarian Society en 1844.
De 1849 à 1853, Hudson est officier de marine du port de Boston et édite le Boston Daily Atlas (en) pendant de nombreuses années. Il est assesseur du fisc pour le sixième district de collecte, de 1864 à 1868. Hudson aurait été un ami proche du président Abraham Lincoln.

## Mort
Hudson est décédé à Lexington le 4 mai 1881. L'enterrement a lieu au cimetière Munroe, sur Massachusetts Avenue, dans cette ville.

## Hudson, Massachusetts
La ville de Hudson, dans le Massachusetts, porte le nom de Charles Hudson. Bien que beaucoup croient à tort que le nom de la ville est le résultat de son don pour la construction d'une bibliothèque publique, en fait, l'honneur du nom est accordé avant son offre. La ville est fondée le 31 mars 1866 et, après avoir été informé que la ville est nommée en son honneur, Charles Hudson répond en 1867 en offrant de contribuer à hauteur de 500 dollars à la création d'une nouvelle bibliothèque.

## Œuvres
- (en) Charles Hudson, A Series of Letters Addressed to Rev. Hosea Ballou, D. Watson, 1827 (lire en ligne).
- (en) Charles Hudson, A History of the Town of Westminster: From Its First Settlement to the Present Time, G. W. Stacy, printer, 1832 (lire en ligne).
- (en) Charles Hudson, Doubts Concerning the Battle of Bunker Hill: Addressed to the Christian Public, J. Munroe & Company, 1857 (lire en ligne).
- (en) Charles Hudson, Celebration of the One Hundredth Anniversary of the Incorporation of Westminster, Mass, Press of T.R. Marvin & Son, 1859 (lire en ligne).
- (en) Charles Hudson, History of the Town of Marlborough, Middlesex County, Massachusetts, Press of T. R. Marvin & son, 1862 (lire en ligne).
- (en) Charles Hudson, History of the Town of Lexington, Middlesex County, Massachusetts: Geneologies, Houghton Mifflin, 1868 (ISBN 978-0-7884-2921-7, lire en ligne).